# Martin Fido
Martin Austin Fido (Penzance, 18 de outubro de 1939) é um escritor, professor universitário e locutor de rádio britânico.

## Biografia
Aluno em Oxford, trabalhou como professor de Literatura na Universidade das Índias Ocidentais. Regressou ao Reino Unido em 1983, e começou a trabalhar para a BBC Local Rádio, onde foi locutor do programa Murder After Midnight. Desde 2001, é professor da Universidade de Boston.

## Obra
Fido centra-se na história de verdadeiros crimes de Inglaterra, nunca elaborou uma novela policial e só se reservou a escrever dois ensaios sobre crimes não resolvidos; os de John F. Kennedy e Jack, o Estripador. O outro forte do escritor foram as biografias de seus compatriotas: Agatha Christie, Charles Dickens, Oscar Wilde, William Shakespeare e a personagem Sherlock Holmes.
Em 1996 publica sua obra Who Killed JFK? que lhe demandou cinco anos, onde dá sua versão sobre o assassinato de John F. Kennedy.

## Jack o Estripador
Seu trabalho mais admirado, é The crimes, detection and death of Jack the Ripper de 1987. Nesta obra Fido identificou ao assassino conhecido como Jack o Estripador, com o carniceiro russo judeu David Cohen; alias de Nathan Kaminsky.
A polícia da época assinalou como suspeitos principais a três homens, o advogado Montague Druitt a quem descartaram rapidamente e a dois operários estrangeiros judeus: Severin Klosowski e Aaron Kosminski. Nunca se processou uma acusação formal contra ambos, porque jamais existiram provas que vinculassem a algum deles com os assassinatos. Com o passar do tempo e a progressão da perfilação criminosa durante o século XX, experientes da ciência descartaram a ambos suspeitos.
É aqui onde Fido propõe sua hipótese: a polícia baseando em vários depoimentos e provas, seguiu a um tal David Cohen que se suspeitava era um operário estrangeiro judeu, postura que tomou força com o depoimento de Joseph Lawende. O inspector Frederick George Abberline assinalou a Klosowski e Kosminski, mas em realidade confundiu ambos apelidos com o de Kaminsky; Nathan Kaminsky quem sim usava o alias David Cohen. Fido conclui contando a biografia de David Cohen/Nathan Kaminsky.

### Legado
Seis anos mais tarde de publicada a obra, em 1993, o ex–agente do FBI John E. Douglas avalou a hipótese de Fido depois de concluir uma exhaustiva investigação pessoal de duas décadas sobre o assassino de Whitechapel.
Com o passo do tempo a conjectura de Fido posicionou-se como a de maior probabilidade ou ao menos como a mais coerente se se trata de um operário estrangeiro.